# La negociadora
La negociadora es una serie web de drama policíaco producida por Claro Video y 11:11 Films & TV. Se estrenó inicialmente en streaming el 30 de diciembre de 2020 a través de la plataforma de Prime Video.[cita requerida] Aunque su estreno oficial fue el 11 de febrero de 2021 en Claro Video, para México y Colombia. Para Estados Unidos se encuentra disponible a través de Pantaya y Prime Video.
Está protagonizada por Bárbara Mori como el personaje titular junto al galan colombiano Diego Cadavid La serie está producida por Manolo Cardona, y dirigida por Juancho Cardona y David Ruiz, basándose en una idea de Punta Fina Contenido.

## Reparto
- Bárbara Mori como Eugenia Velazco[6]
- Diego Cadavid como Mark Torres[6]
- Carlos Aragón como Juan Velazco[6]
- Horacio García Rojas como Jorge Nieves[6]
- Marcela Guirado como Abril Islas[6]
- Marco Treviño como Guillermo Sánchez[6]
- Karina Gidi como Marina Hurtado[6]
- Enoc Leaño como Orlando Castro[6]
- Adrián Ladrón como Farolito[6]
- Rodrigo Oviedo como Sebastián Ortega[6]
- Sandra Hernández como Natalia Ortega[6]
- Ximena Ayala como Flor[6]
- Ivana de María como Juliana Ríos[6]
- Albi De Abreu como Fabio[6]